# 白斑石龙子
白斑石龙子（學名：Plestiodon leucostictus）是石龍子屬下的一个种。該物種的模式產地在台灣台東綠島。

## 描述
體長約 15 到 25 公分，全長最大可能達 28 公分。鱗片無稜脊，外表光滑。幼體體背為黑色或紫藍色，背部廣布白色或淺黃色斑點，且不具有淺色縱帶延伸至身體兩側，身體腹部為淺褐色或乳白色，尾部末端為藍色；多數個體具有後鼻鱗，可作為分辨中國石龍子台灣亞種與白斑石龍子的參考之一。
成長後體背漸變為灰色或灰褐色，；鱗片的邊緣為黑色，位於體側的鱗片尤其明顯。雄蜥的成長後，身體白斑會消失，雌蜥的則會保留原有白斑。

## 習性
日行性，為外溫動物，會藉由曬太陽以調節體溫。以昆蟲與其他小型無脊椎動物為食，尾巴極易自割。白斑石龍子應是以卵生為生殖方式，且雌性具有護幼行為，唯尚缺觀察資料。

## 棲地
白斑石龍子主要的棲息環境為耕地或大面積的開闊草生地。

## 命名
leucos意為白色的；stiktos意為具有斑點的。因為幼體背部具有白色斑點而得此名。

## 分類變動
白斑石龍子原為中國石龍子白斑亞種(Plestiodon chinensis leucostictus)，在1988 年由京都大學的疋田教授發表，並認為其分布僅限於台灣台東綠島，然而其確切分布位置一直具有爭議；直至 2017 年，在疋田教授與台灣師範大學的林思民教授等人合作研究中，透過 DNA 遺傳分析結合幼體外部形態的差異，確認原先為在台灣東部的中國石龍子台灣亞種(Plestiodon chinensis formosensis)，事實上與分布於綠島的中國石龍子白斑亞種為相同物種，發表為白斑石龍子(P. leucostictus)。

## 保育
目前白斑石龍子所面臨的主要威脅包含:外來種多線真稜蜥(Eutropis multifasciata)的侵擾、棲息地被開發破壞以及因人類活動所導致的路殺。一般民眾自發性地投入外來種多線真稜蜥的移除活動具有很大的貢獻，而未來也期許政府投注更多資源於保護棲地與宣導保育觀念。
本种于2023年被收录入《有重要生态、科学、社会价值的陆生野生动物名录》。